# Stenosmia hartliebi
Stenosmia hartliebi är en biart som först beskrevs av Heinrich Friese 1899.  Stenosmia hartliebi ingår i släktet Stenosmia och familjen buksamlarbin. Inga underarter finns listade i Catalogue of Life.